# サキホコレ
サキホコレは、ジャポニカ米に属する粳米のイネ（稲）の品種。育成者権保有者は。秋田県農業試験場。多収で極良食味・高温耐性・耐倒伏性品種・耐いもち病・晩生種。食味を追求した秋田米の最上位品種。

## 概要
- 交配系譜

| 中部132号 | 中部132号 | 中部132号 | 中部132号 | 中部132号             | 中部132号 |  |  | 秋田97号〈つぶぞろい〉 | 秋田97号〈つぶぞろい〉 | 秋田97号〈つぶぞろい〉 | 秋田97号〈つぶぞろい〉 | 秋田97号〈つぶぞろい〉 | 秋田97号〈つぶぞろい〉 |  |  |  |  |  |  |
| 中部132号 | 中部132号 | 中部132号 | 中部132号 | 中部132号             | 中部132号 |  |  | 秋田97号〈つぶぞろい〉 | 秋田97号〈つぶぞろい〉 | 秋田97号〈つぶぞろい〉 | 秋田97号〈つぶぞろい〉 | 秋田97号〈つぶぞろい〉 | 秋田97号〈つぶぞろい〉 |  |  |  |  |  |  |
|           |           |           |           |                       |           |  |  |                        |                        |                        |                        |                        |                        |  |  |  |  |  |  |
|           |           |           |           | サキホコレ〈秋系821〉 |           |  |  |                        |                        |                        |                        |                        |                        |  |  |  |  |  |  |

- 玄米タンパク質含有率 6.4%以下
- 農産物検査等級 1等又は2等
- 玄米水分含有率 14.0%以上15.0%以下
- 生産者を限定
  - 安全・安心や環境に配慮し、農薬の使用を半減した栽培(延べ使用成分回数：20成分回数→10成分回数以下)を標準とする。
- 生産団体

| 団体名                                                | 経営体数               | 事務局                                     | 住所                               | マイスター        |
| ----------------------------------------------------- | ---------------------- | ------------------------------------------ | ---------------------------------- | ----------------- |
| JA秋田なまはげサキホコレ栽培研究会                    | 94名                   | 秋田なまはげ農業協同組合                   | 秋田市千秋矢留町2番40号            |                   |
| JAあきた湖東サキホコレ生産部会                        | 43名                   | あきた湖東農業協同組合                     | 南秋田郡井川町北川尻字海老沢土社28 |                   |
| 秋田県主食集荷商業協同組合 サキホコレ協議会           | 112名 （集荷業者13社） | 秋田県主食集荷商業協同組合                 | 秋田市御所野湯本三丁目1-2          |                   |
| 大潟村カントリーエレベーター公社 サキホコレ栽培研究会 | 24名                   | 株式会社大潟村カントリーエレベーター公社   | 南秋田郡大潟村字南1-60             | 清塚淳一          |
| 利活サキホコレ会                                      | 5名                    | 株式会社 利活用 秋田                       | 南秋田郡大潟村字東1丁目1番地       |                   |
| 大潟村同友会良食味研究会                              | 3名                    | 株式会社大潟村同友会                       | 南秋田郡大潟村南1-33               |                   |
| 農友サキホコレ栽培研究会                              | 4名                    | 株式会社農友                               | 南秋田郡大潟村字東5丁目25          |                   |
| 大潟村サキホコレ研究会                                | 3名                    | 株式会社大潟村あきたこまち生産者協会       | 南秋田郡大潟村字西4丁目88番地      |                   |
| OACサキホコレ栽培研究会                               | 3名                    | 有限会社大潟愛情米クラブ                   | 南秋田郡大潟村字中央4-5            |                   |
| サキホコレ栽培研究会                                  | 138名                  | 秋田しんせい農業協同組合                   | 由利本荘市荒町字塒台1-1            | 齋藤和寛          |
| にかほサキホコレ栽培協議会                            | 3名（うち2法人）       | 有限会社なるほど舎                         | にかほ市象潟町源蔵潟1-26           |                   |
| JA秋田おばこサキホコレ 生産専門部会                   | 233名                  | 秋田おばこ農業協同組合                     | 大仙市佐野町5番5号                 | 佐々木信尾        |
| 仙北市新品種栽培研究会                                | 8名                    | （農）サンファーム西木                     | 仙北市西木町小渕野字曲屋43         |                   |
| 美味米栽培研究会                                      | 8名                    | 有限会社三信                               | 大仙市高梨字水里31-3               |                   |
| JA秋田ふるさと秋田ブランド米栽培研究会                | 177名                  | 秋田ふるさと農業協同組合 営農経済部 米穀課 | 横手市雄物川町今宿字前田面20       | 柴田康孝 佐藤寿一 |
| JAこまち稲作連絡協議会 新品種栽培研究部会             | 61名                   | こまち農業協同組合                         | 湯沢市北荒町5番8号                 |                   |
| JAうごサキホコレ栽培研究会                            | 34名                   | うご農業協同組合                           | 雄勝郡羽後町足田字泉田45-1         | 阿部努            |
| アグリイノベーションアスカ                            | 7名                    | アスカフーズ株式会社                       | 横手市平鹿町中吉田字上藤根143      |                   |

- イメージキャラクター
  - 壇蜜
- アンバサダー
  - 橋本五郎（読売新聞特別編集委員）
  - 倉田よしみ（漫画家）
  - 元祖爆笑王（放送作家）※アンバサダーキャプテン
  - 堀井美香（フリーアナウンサー）
  - 内館牧子（脚本家）
  - 藤あや子（歌手）
  - 佐々木希（女優）
  - ハナコ 岡部大（芸人・タレント）
  - GENIC・金谷鞠杏（アーティスト・モデル）
  - 加藤夏希（女優）
  - 渡部秀（俳優）
  - 安田聖愛（女優）
  - 生駒里奈（俳優）
  - 鈴木絢音（女優）
  - 桜庭和志（格闘家）
  - 押尾川旭（日本相撲協会）
  - 斎藤裕（総合格闘家）
  - 江畑幸子（元バレーボール日本代表）
  - 志田千陽（バドミントン女子ダブルス）
  - 鈴木優花（第一生命グループ女子陸上競技部）
- サキホコレ食味コンテスト
  - 第1回最優秀賞受賞〈湯沢市 沓澤弥〉[25]
  - 第2回最優秀賞（秋田県知事賞）JA秋田なまはげサキホコレ栽培研究会(鈴木千柄〉
  - 優秀賞（サキホコレ生産者協議会長賞）JA秋田ふるさと秋田ブランド米栽培研究会(佐藤宏和〉・JA秋田ふるさと秋田ブランド米栽培研究会(三澤和弘〉[26][27]

## 沿革
2014年〈平成26年〉に「秋田米新品種開発事業」が開始。2017年〈平成29年〉には、新品種の候補が5系統まで絞り込まれる。2019年〈平成31年〉3月、秋系821(サキホコレ)は、県、関係農業団体等で構成する｢秋田米新品種デビュー推進会議｣において、新品種候補に決定される。